# Sarkinita
La sarkinita és un mineral de la classe dels fosfats, que pertany al grup de la wagnerita. Rep el seu nom del grec σάρκιυος sarkinos (fet de carn), al·ludint al seu color vermellós i a la lluïssor grassa.

## Característiques
La sarkinita és un fosfat de fórmula química Mn2+
2(AsO₄)(OH). Cristal·litza en el sistema monoclínic. La seva duresa a l'escala de Mohs es troba entre 4 i 5. És un mineral isostructural amb la triploidita i la wolfeïta.
Segons la classificació de Nickel-Strunz, la sarkinita pertany a «08.BA: Fosfats, etc. amb anions addicionals, sense H₂O, només amb cations de mida mitjana, (OH, etc.):RO₄ sobre 1:1» juntament amb els següents minerals: ambligonita, montebrasita, tavorita, triplita, zwieselita, triploidita, wagnerita, wolfeïta, stanĕkita, joosteïta, hidroxilwagnerita, arsenowagnerita, holtedahlita, satterlyita, althausita, adamita, eveïta, libethenita, olivenita, zincolibethenita, zincolivenita, auriacusita, paradamita, tarbuttita, barbosalita, hentschelita, latzulita, scorzalita, wilhelmkleinita, trol·leïta, namibita, fosfoel·lenbergerita, urusovita, theoparacelsita, turanita, stoiberita, fingerita, averievita, lipscombita, richel·lita i zinclipscombita.

## Formació i jaciments
Va ser descoberta a la mina Harstigen, ubicada a la localitat de Pajsberg, al districte de Persberg del municipi de Filipstad, a Värmland (Suècia). També ha estat descrita a altres indrets de Suècia, a Suïssa, als Estats Units, a Romania, al Kazakhstan, al Japó, a Itàlia, a França i a Àustria.